# Le Foirail
Pour l’article homonyme, voir Foirail (homonymie).
Le Foirail, festival musical qui se déroulait chaque année au mois de septembre dans la ville de Château-Gontier située dans le département de la Mayenne.
Ce festival fut créé en 2001 par l'association "Triangle Musique". Le but du festival "Le Foirail" : développer les musiques actuelles dans le Sud-Mayenne et offrir à la jeunesse un accès aux manifestations culturelles, musicales et artistiques.
Le nom « Foirail » signifie champ de foire. Depuis l'édition de 2007, le festival avait pris ses quartiers dans le célèbre Couvent des Ursulines. Ce bâtiment qui date du XVIIe siècle offrait ses locaux, classés Monument Historique, aux festivaliers. Malgré ce cadre prestigieux, l'affluence grandissante des six premières éditions (jusqu'à plus de 3500 spectateurs en 2006), a baissé ces deux dernières années[Quand ?]. La programmation pourtant est ouverte sur des genres musicaux variés : electro, funk, jazz, pop, rap, reggae, rock, soul, tsigane, etc.
Les groupes musicaux viennent de France, mais également d'Europe (Allemagne, Grande-Bretagne, Islande), d'Amérique du Nord (États-Unis), et d'Australie.
Les spectacles prennent places dans deux salles : la Grande scène et le cloître.

## Partenariat
Le festival Le Foirail est soutenu par de nombreux partenaires : 
- La municipalité de Château-Gontier,
- Le Conseil général du département de la Mayenne,
- Le Conseil régional des Pays de la Loire,
- La Sacem
- Ouest-France
- Radio Foirail
- Graffiti Urban Radio
- Jet FM